# Nava Macmel-Atir
Nava Macmel-Atir (in ebraico נאוה מקמל - עתיר‎?; Ramat Gan, 27 agosto 1964) è una scrittrice, poetessa e commediografa israeliana, famosa soprattutto per i libri Adi's Jewel (ebraico: העדי של עדי) e soprattutto Ot me-Avshalom (ebraico: אות מאבשלום), divenuto un best seller e vincitore di numerosi riconoscimenti e premi.

## Biografia
Nava Macmel-Atir è nata in Israele, a Ramat Gan. Ancora ventenne ha collaborato con il Yedioth Ahronoth, il più popolare quotidiano israeliano, pubblicando poesie nella rubrica dedicata ai bambini. Nel 1990, in seguito alla pubblicazione del suo poema "Return Micha" (Ebraico: מיכה שוב), scritto in memoria di Micha Granit, morto nella guerra del Kippur,  è stata intervistata da Yehuda Atlas per il giornale "7 Days" (Ebraico: שבעה ימים ) nell'edizione settimanale dedicata a Yom Hazikaron (la giornata che celebra i soldati israeliani caduti in guerra e le vittime del terrorismo).
Nel 2000, ha pubblicato il suo primo libro, Ayelet Diving (Ebraico: איילת צוללת ). Uno dei suoi libri più famosi è Adis Jewel (Ebraico: העדי של עדי), basato sulla storia vera di un superstite dell'Olocausto, successivamente adattato per un'opera teatrale da Macmel-Atir. Il libro è stato premiato con una menzione speciale allo "Ze'ev" Prize" ed ha ottenuto il terzo posto nella "National Children's Books Chart" grazie al ministero dell'istruzione israeliano ed alla Israeli Book Publishers Association.
Anche il libro King of the Mountain (Ebraico: מלך ההר), pubblicato nel 2004 in commemorazione del centenario della morte di Theodor Herzl, si basa su una storia vera, quella dell'ex compagno di classe della scrittrice, morto in un incidente d'elicottero. Anche questo libro è stato adattato per un'opera teatrale.
Nel 2005, Macmel-Atir si è aggiudicato lo "Ze'ev Prize" per il libro Right of Passage (Ebraico: קבלה מבחן ). I libri Adis' Jewel, The Final Delay (Ebraico: האיחור האחרון), King of the Mountain e Right of Passage hanno tutti ottenuto degli ottimi piazzamenti nella National Children's Books Chart e sono stati adattati per produzioni teatrali.
Fino al 2005, per più di un decennio, Macmel-Atir ha insegnato letteratura presso la Blich Highschool di Ramat Gan. Oggi tiene seminari di scrittura per giovani presso la biblioteca "Beit Ariela" di Tel Aviv.
Il libro The Girl From the Opposite Balcony (Ebraico: הנערה במרפסת ממול), pubblicato nel 2006, è stato adattato per un'opera teatrale in cui la stessa Macmel-Atir ha recitato in alcuni ruoli.
Il suo primo romanzo per adulti, Ot me-Avshalom (Ebraico: אות מאבשלום ) pubblicato nel 2009 da Yediot Books, è divenuto un best-seller. Macmel-Atir ha ricevuto il "Golden Book", per aver venduto 20 000 copie appena tre mesi dopo la sua uscita. Sei mesi dopo la sua pubblicazione, Ot me-Avshalom ha ricevuto il "Platinum Book" dalla Israeli Book Publishers Association per la vendita di 40 000 copie. Nava Macmel-Atir è stata votata tra le prime 50 donne più influenti nel 2010 dalla rivista Lady Globes. Nel giugno 2015, Ot me-Avshalom ha ricevuto il "Diamond Book" per aver venduto 100 000 copie.

## Libri

### Adulti
- Ot me-Avshalom (Hebrew: אות מאבשלום) - ISBN 9789654828895
- The Girl in the Opposite Balcony (Hebrew: הנערה במרפסת ממול) - ISBN 9789654823562

### Bambini
- Surprises Knocking at the Door (Hebrew: הפתעות דופקות בדלת) - OCLC 457112669
- Chocolate Cubes (Hebrew: קוביות של שוקולד) - ISBN 9789655456288
- Transparent (Hebrew: שקופה) - ISBN 9789655453584
- Adi's Jewel (Hebrew: העדי של עדי) - ISBN 9789654487504
- King of the Mountain (Hebrew: מלך ההר) - ISBN 9789655116809
- The Final Delay (Hebrew: האיחור האחרון) - ISBN 9789655111699
- Caesar of the Neighbourhood (Hebrew: קיסר השכונה) - ISBN 9789655457858
- A Point for Thought (Hebrew: נקודה למחשבה) - ISBN 9789654829519
- Thousand Thousand Reader's Series (Hebrew: סדרת קוראים אלף אלף)
- The Life of a Pea (Hebrew: גילגולו של אפון) - OCLC 754763638
- Ayelet Diving (Hebrew: איילת צוללת) - OCLC 745221006
- The Friends from the Left Drawer (Hebrew: החברים מהמגרה השמאלית) - OCLC 233196101
- It All Started With a Button (Hebrew: הכל התחיל מכפתור) - ISBN 9789654486750
- The House on the Edge of Town (Hebrew: הבית שקצה העיר) - OCLC 152688801
- Creature in the Middle of the Night (Hebrew: יצור באמצע הלילה) - OCLC 745324144
- No Princes During the Feast (Hebrew: אין נסיכים בשעת הסעודה) - OCLC 61660678
- Brothers Not Allowed (Hebrew: אסור להביא אחים) - OCLC 233360672
- The Boy Who Stood at the Window (Hebrew: הילד שעמד בחלון) - OCLC 39680329
- Right of Passage (Hebrew: מבחן קבלה) - ISBN 9789655116847